# Jung Dasomi
Jung Dasomi (née le 23 novembre 1990) est une archère sud-coréenne. Elle a remporté une médaille aux championnats du monde de tir à l'arc senior.

## Biographie
Jung Dasomi fait ses premières compétitions internationales en 2011. Cette même année, elle remporte le bronze lors des épreuves de tir à l'arc classique par équipe lors des championnats du monde.

## Palmarès
- Championnats du monde[1]
  -  Médaille de bronze à l'épreuve par équipe femme aux championnats du monde 2011 à Turin (avec Ki Bo-bae et Han Gyeonghee).

- Coupe du monde[1]
  -  Médaille d'or à l'épreuve par équipe femme à la coupe du monde 2011 de Porec.
  -  Médaille d'or à l'épreuve par équipe mixte à la coupe du monde 2011 de Porec.
  -  Médaille de bronze à l'épreuve individuelle femme à la coupe du monde 2011 de Porec.
  -  Médaille d'or à l'épreuve individuelle femme à la coupe du monde 2011 de Antalya.
  -  Médaille d'or à l'épreuve par équipe femme à la coupe du monde 2011 de Antalya.
  -  Médaille d'or à l'épreuve individuelle femme à la coupe du monde 2014 de Medellín.
  -  Médaille de bronze à l'épreuve par équipe femme à la coupe du monde 2014 de Medellín.
  -  Médaille d'argent à l'épreuve par équipe femme à la coupe du monde 2014 de Antalya.

- Jeux asiatiques[1]
  -  Médaille d'or à l'épreuve individuelle femme aux Jeux asiatiques de 2014 de Incheon.

- Championnats d'Asie[1]
  -  Médaille d'or à l'épreuve par équipe femme aux Championnats d'Asie de 2013.
  -  Médaille d'argent à l'épreuve individuelle femme aux Championnats d'Asie de 2013.